# Kamienica przy Rynku 13 w Tarnowskich Górach
Kamienica przy Rynku 13 w Tarnowskich Górach (tzw. Dom Pod Lipami, Dom Bernharda) – wpisana do rejestru zabytków nieruchomych województwa śląskiego kamienica wzniesiona w XVI wieku, kilkukrotnie przebudowywana, znajdująca się na rogu Rynku i ulicy Księdza Józefa Wajdy w Tarnowskich Górach. Jedna z najstarszych kamienic na obszarze tego miasta.

## Lokalizacja
Kamienica znajduje się w północnej pierzei tarnogórskiego rynku, w jego północno-zachodnim narożu, u zbiegu z ulicą Księdza Józefa Wajdy. Od strony wschodniej do budynku przylega ewangelicki Kościół Zbawiciela wybudowany w 1780 roku, przebudowany na przełomie XIX i XX wieku. Na zachód od Domu Bernharda, po drugiej stronie ulicy Wajdy, znajduje się tzw. Dom Padiery, również będący obiektem zabytkowym.

## Historia

### Do 1922
Dokładna data wzniesienia budynku nie jest znana, choć na podstawie zachowanego w posadzce na progu sieni napisu przypuszcza się, że dom został zbudowany już w 1517 roku. Jest to najstarsza kamienica znajdująca się przy tarnogórskim rynku oraz jeden z najstarszych budynków w mieście. Od ok. 1562 do 1608 roku mieścił się tu ratusz z sukiennicami oraz składem solnym w piwnicy; za zgodą magistratu prowadzony był również wyszynk (piwiarnia).

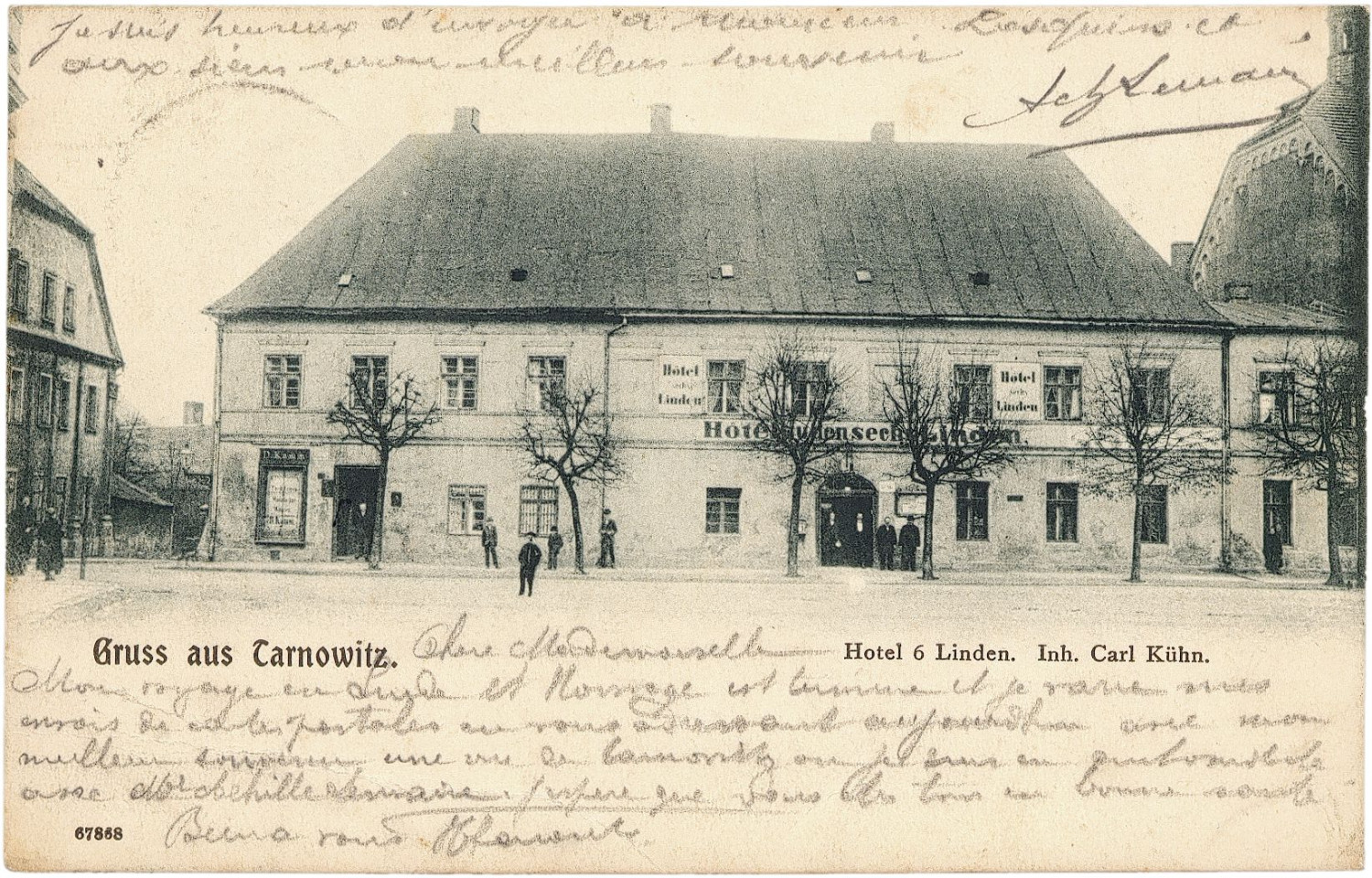
Dom pod nr. 13 przy tarnogórskim rynku ok. 1903 roku

W 1608 roku władze miasta przeniosły się do pobliskiego Domu Szymkowica, zaś w budynku pod nr. 13 urządzono gospodę. Wkrótce część budynku wydzierżawiono lub sprzedano za 120 florenów miejskiemu i górniczemu pisarzowi Simonowi Maldrzikowi i jego żonie Magdalenie. W 1617 roku całość zabudowań nabył za kwotę 715 talarów Peter (Piotr) Bernhard, urzędnik księcia Jana Jerzego Hohenzollerna, pana Bytomia i Tarnowskich Gór.
Za wierną służbę Bernhard otrzymał od władcy liczne przywileje dla swojej kamienicy – zwolnienie „na wieczne czasy” ze wszystkich opłat i czynszów, możliwość swobodnego warzenia piwa i prowadzenia w tym miejscu wyszynku oraz prawo do sprzedaży w tym miejscu obcych, niewytwarzanych w Tarnowskich Górach piw oraz win. Wszystko to pod warunkiem uiszczania właścicielom Tarnowic zapłaty w wysokości 1/3 uzyskanego dochodu tytułem rekompensaty oraz z zastrzeżeniem, że każdy kolejny właściciel budynku musi mieć udziały w tarnogórskim górnictwie kruszcowym (musi być gwarkiem). Nadane przywileje były potwierdzane m.in. w latach 1642, 1706 i 1719, a ich pisemne oryginały istniały jeszcze w latach 30. XIX wieku.
W czasie wojny trzydziestoletniej w ramach nałożonych na Tarnowskie Góry kontrybucji w gospodzie utrzymywano na koszt miasta zatrzymujących się tu żołnierzy.

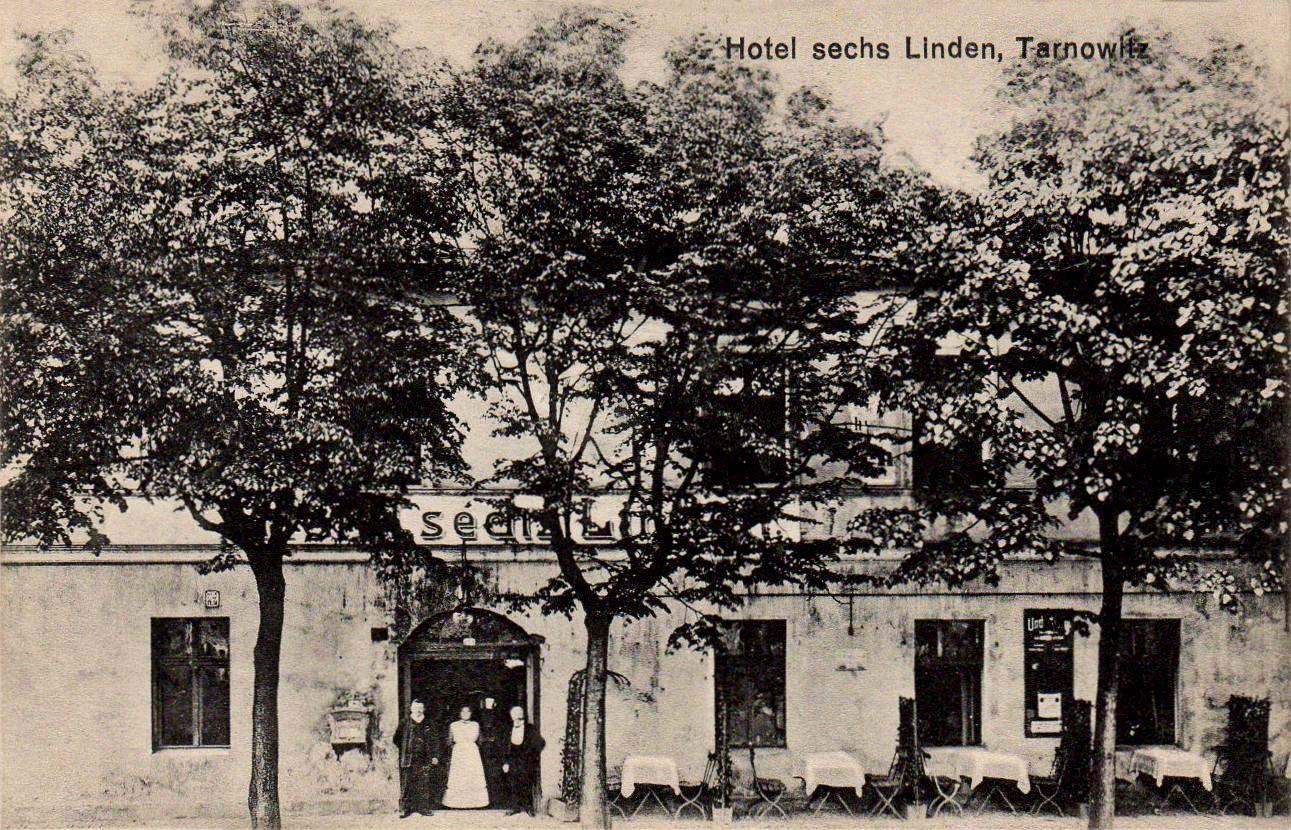
Hotel Sechs Linden między 1905 a 1910 rokiem

Wdowa po Piotrze Bernhardzie, Anna, podzieliła w 1623 roku dom między swoje trzy, zamężne już córki – Catharinę Paluch, Anne Brikiet i Susanne Meyerhofer. Kolejnymi właścicielami budynku byli Caspar Herz (Hartz), a od 1664 roku jego zięć, pochodzący z holenderskiego Groningen Johann Danielis (Hans Daniel). W 1700 roku dom na krótko stał się własnością rodziny Stephanii von Stammowitz, by już w 1701 roku nabył go za kwotę 1050 talarów tarnogórski gwarek i późniejszy kontroler, kasjer miejski i radny, Johann Scultetus.
Zabudowania pod nr. 13 przy tarnogórskim rynku spłonęły w pożarach miasta w latach 1742 i 1746, w obu przypadkach szybko były jednak odbudowywane. Według katastru z 1746 roku ich wartość wynosiła 1000 talarów (w tym 600 talarów warty był dom). W 1750 roku odziedziczyła je pasierbica Scultetusa, Anna Ursula Böhm z domu Olofsson. Już w 1759 roku Böhmowie przepisali dawny ratusz na własność swojemu najmłodszemu synowi, Johannowi Augustowi, który prowadził tutaj karczmę i zajazd Ordonnanz Haus (pol. „Dom Ordynaryjny”), przemianowaną później na Sechs Linden (pol. „Sześć lip”) w nawiązaniu do drzew rosnących przed budynkiem, wzdłuż północnej pierzei Rynku.
Budynek był własnością rodziny Böhmów do ok. 1860 roku, kiedy to Louis Böhm sprzedał nieruchomość żydowskiemu kupcowi z Lublińca, Louisowi Epsteinowi. W tym okresie zajazd przekształcono w hotel. Od ok. 1870 do 1899 roku właścicielem domu był kupiec i krawiec z Tworoga, David Kamm, a w latach 1899–1922 budynek należał do jego syna, Siegfrieda. Hotel w tym okresie prowadzili najemcy – Meyer Schönfeld (w 1874 roku), Isaac Stein (w 1889 roku), Karl Kühn (w 1909 roku), Johann Reimann (w 1911 roku), Gatzka (w 1915 roku) i Antoni Kruss (przed 1922 rokiem).

### Od 1922

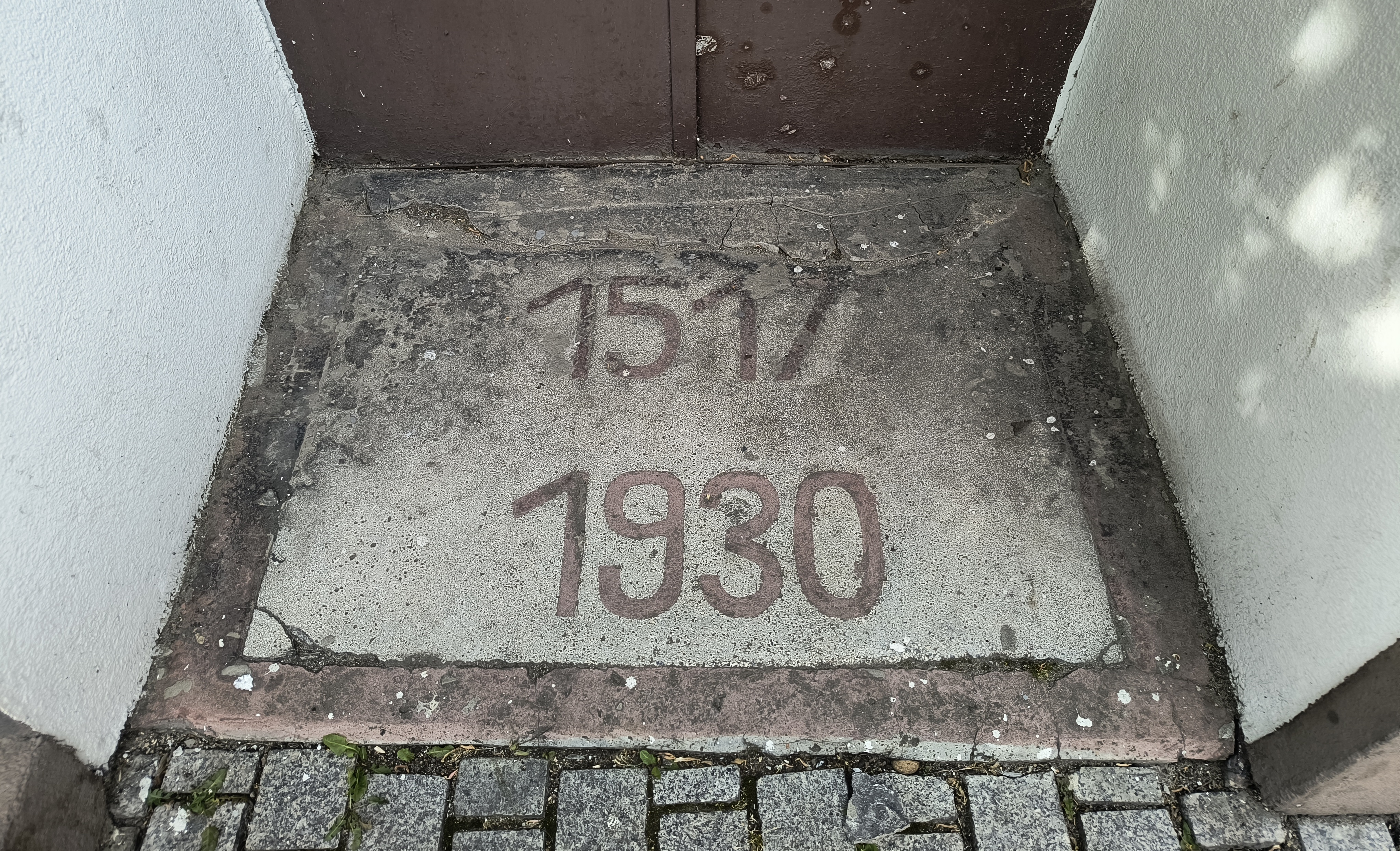
Domniemana data budowy oraz data przebudowy kamienicy (2024)

W 1922 roku, po przyłączeniu Tarnowskich Gór do Polski, kamienicę kupili Matylda i Karol Majowscy, którzy w mieście prowadzili już wcześniej hotel przy Nowym Rynku (obecny plac Żwirki i Wigury). Hotel przy Rynku otrzymał polską nazwę Pod Lipami, a jego prowadzenia podjęli się córka Majowskich, Amalia oraz ich zięć, Juliusz Kapuściok, polski działacz narodowy i plebiscytowy, uczestnik powstań śląskich, członek m.in. Towarzystwa Gimnastycznego „Sokół”. W tym samym budynku mieściła się również Drukarnia Polska Jana Nowaka, wydająca od 1930 roku popularną w mieście i powiecie gazecie „Nowiny”.
W latach dwudziestolecia międzywojennego kamienica i mieszczący się w niej hotel były miejscem, w którym koncentrowało się życie towarzyskie i kulturalno-społeczne miasta. Swoje zebrania oraz imprezy (np. zabawy karnawałowe), często o charakterze filantropijnym, organizowały tutaj liczne polskie organizacje patriotyczne jak Stowarzyszenie Inżynierów i Techników Województwa Śląskiego, Towarzystwo Młodych Polek, Oddział Młodzieży Powstańczej, Towarzystwo Czytelni Ludowych czy Polski Związek Zachodni.
W 1930 lub 1932 roku budynek został nadbudowany oraz znacząco przebudowany, co pozbawiło go wyraźnych cech stylowych. 17 maja 1934 roku hotel gościł wojewodę Michała Grażyńskiego, który wziął udział w zaprzysiężeniu Fryderyka Antesa, pierwszego polskiego burmistrza Tarnowskich Gór.
W czasie II wojny światowej w miejscu hotelu Pod Lipami funkcjonowała gospoda Hubertushof. Po wojnie restauracji przywrócono poprzednią nazwę. Początkowo prowadził ją niejaki Mizgalski, jednak wkrótce lokal został upaństwowiony, a zarządzały nim kolejno Powiatowy Związek Gminnych Spółdzielni, Powszechna Spółdzielnia Spożywców „Społem” i Tarnogórskie Zakłady Gastronomiczne. Latem 1983 roku na parterze budynku otwarto sklep sieci „Pewex”. Restauracja Pod Lipami zlikwidowana została na początku lat 90. XX wieku, a w jej miejscu oraz dawnego hotelu znajdują się sklepy oraz lokale mieszkalne. Budynek do dziś pozostaje własnością rodziny Majowskich.

## Architektura
Kamienica przy Rynku 13 w Tarnowskich Górach jest 4-kondygnacyjnym budynkiem o dziesięcioosiowej fasadzie, wzniesionym z kamienia i cegły, o kubaturze 6880,9 m³ i powierzchni użytkowej wynoszącej 513,5 m². W elewacji frontowej widoczne są dwa wyraźne załamania dzielące budynek na trzy części. Najstarsza jest pochodząca z XVI wieku część zachodnia, podpiwniczona, wzniesiona na rzucie kwadratu o długości boku 12,4 m. Jej mury są najgrubsze i mierzą 100 cm na parterze i 75–100 cm na piętrze. Ze względu na spadek terenu od Rynku w kierunku północnym, od strony ul. Księdza Józefa Wajdy (od zachodu) do kamienicy przylegały niegdyś dwie masywne przypory, niezachowane do czasów współczesnych.
W piwnicach oraz na parterze zachowały się sklepienia kolebkowe, a także arkada sklepienia sieni wjazdowej.
Do głównej bryły budowli przylega od strony wschodniej niewielki budynek, parterowy od strony podwórka i piętrowy od strony rynku. Został on zbudowany w latach 50. XIX wieku w miejscu przejazdu między kamienicą a Kościołem Zbawiciela i ma zbliżoną formę do nieistniejącej już kamienicy pod nr. 11.